# Zanclidae
Zanclidae é uma família de peixes da subordem Acanthuroidei. Esta espécie recebe o nome de Zanclus cornutus, e é conhecida em inglês como "Moorish Idol" (algo em torno de "Ídolo Mouro") e em português como zanclo-mouro. É um peixe de pequeno porte, colorido e único representante da família Zanclidae. Seus principais habitats são recifes e lagoas de áreas tropicais de subtropicais do Indo-Pacífico.
Muitos acreditam que este peixe recebeu este nome dos mouros da África, que acreditavam que o peixe trazia felicidade. Os zanclos-mouro são também populares peixes de aquário, porém, apesar de sua 'popularidade', são também conhecidos por sua dificuldade de adaptação em aquários.

## Descrição Física
O corpo dos zanclos-mouro são achatados e em forma de disco. As cores se contrastam bem; possui faixas em preto, branco e amarelo, o que os torna atraentes aos colecionadores de peixes de aquário.
Em relação ao seu corpo, as barbatanas são pequenas, exceto pela barbatana dorsal, que é bastante alongada, e quando o peixe está parado, tem a forma semelhante à de uma foice.
A boca dos zanclos-mouro fica no final de um longo "focinho" tubular; possui vários dentes finos e pontudos.

## Habitat e alimentação
Freqüentadores de águas rasas, os zanclos-mouro preferem os recifes. Vivem em profundidades de 3 até 180 metros, tanto em lugares com boas condições de claridade ou onde não há muita claridade.
Podem ser encontrados no Leste da África, no Havaí, no sul do Japão, na Micronésia; são encontrados também do sul do Golfo da Califórnia até o Peru.
Esponjas-do-mar, tunicados e outros invertebrados sésseis são os principais alimentos mantidos em aquários são muito seletivos quanto à sua comida. Ou eles não comerão nada e morrerão (muito comum de se acontecer) ou vão comer tudo (muito incomum).

## Comportamento e reprodução
Normalmente vistos sozinhos, os zanclos-mouro são também vistos em pares e pequenos cardumes. São peixes diurnos, escondendo-se no fundo dos recifes à noite e adotando uma coloração fosca. Os zanclos-mouro escolhem um parceiro para a vida toda; quando jovem, normalmente andam em pequenos cardumes. Machos adultos tendem a ser agressivos uns com os outros.
A reprodução dos zanclos-mouro é feita através de fertilização externa; ou seja, os óvulos e o esperma são lançados na água.